# Kobylí
Kobylí är en ort i Tjeckien.   Den ligger i regionen Södra Mähren, i den sydöstra delen av landet, 220 km sydost om huvudstaden Prag. Kobylí ligger 219 meter över havet och antalet invånare är 2 058.
Terrängen runt Kobylí är platt.Runt Kobylí är det ganska tätbefolkat, med 120 invånare per kvadratkilometer. Närmaste större samhälle är Hodonín, 19,9 km sydost om Kobylí. Trakten runt Kobylí består till största delen av jordbruksmark.